# Síðasti bærinn
Síðasti bærinn (dt. Die letzte Farm) ist ein isländischer Kurzfilm aus dem Jahr 2004. Für die Oscarverleihung 2006 war der Film in der Kategorie Bester Kurzfilm nominiert.

## Handlung
Sowohl seine Tochter, Lilja, als auch der Lebensmittellieferant, Jón, glauben, dass Hrafn sein Haus in der Einöde Islands für den Winter vorbereitet, denn er und seine Frau Gróa sollen in ein Altersheim ziehen. In Wirklichkeit aber bereitet er das Grab für sich und seine Frau. Gróa ist gestorben, was aber niemand weiß. Hrafn bittet seine Tochter, als sie ihn anruft, nicht vor dem Wochenende vorbeizukommen. Lilja aber macht sich samt Mann und Tochter auf den Weg zu ihren Eltern. In dem Moment als deren Auto auf das Grundstück fährt, fallen die letzten Krumen Erde auf die Stelle, an der Hrafn den Sarg seiner Frau hinabgelassen hat, bevor er sich danebenlegte und den Kippmechanismus seines Anhängers auslöste.